# Causse-et-Diège
Causse-et-Diège è un comune francese di 742 abitanti situato nel dipartimento dell'Aveyron nella regione dell'Occitania.

## Società

### Evoluzione demografica
Abitanti censiti